# NGC 6751
NGC 6751 = 6748 ist ein planetarischer Nebel in der Nähe von Lambda Aquilae. NGC 6751 hat eine scheinbare Helligkeit von 11,9 mag. Der Nebel stammt von der abgestoßenen Hülle eines Sterns am Ende seines Lebens. Die Ausdehnungsgeschwindigkeit beträgt um die 400 km/s. 
NGC 6751 wurde am 20. Juli 1863 von dem deutschen Astronomen Albert Marth entdeckt. Aufgrund falsch aufgezeichneter Daten wurde die Beobachtung von Edouard Stephan am 17. Juli 1871 als neues Objekt im NGC-Katalog mit der Bezeichnung NGC 6748 aufgenommen. Neueste Erkenntnisse belegen jedoch, dass das Objekt mit dem NGC-Objekt 6751 identisch ist.

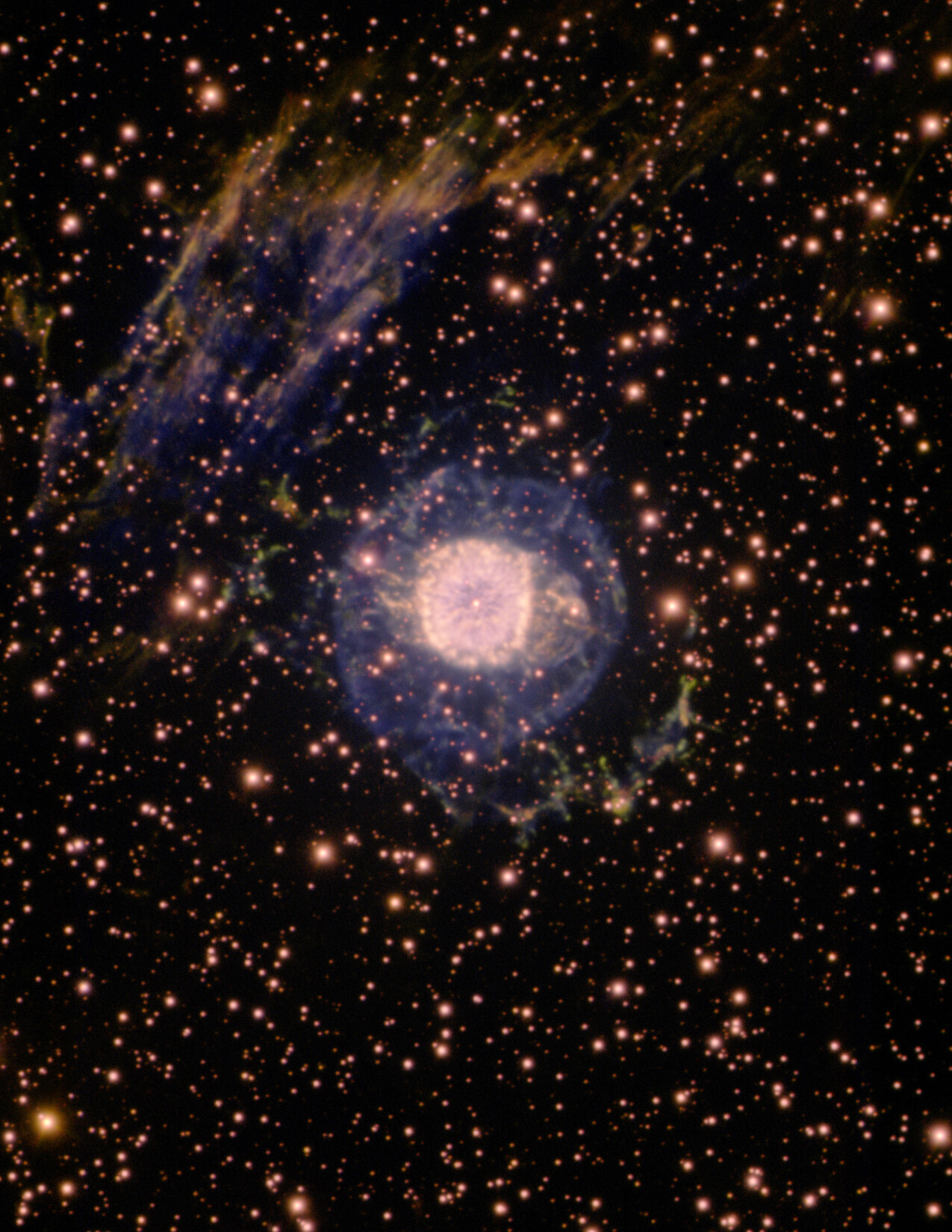
Langbelichtete Aufnahme mithilfe des südlichen Gemini-Teleskops und Linienfilter für die Spektrallinien von OIII (blau), H-alpha (gelb),  und SII (rot)